# Marselisborgskovene
Marselisborgskovene er et ca. 7 km. langt skovområde på omkring 750 ha, der strækker sig fra sydenden af Aarhus til Moesgård Strand ud til Aarhus Bugt. Marselisborgskovene er blandt Danmarks mest besøgte og har som få danske skove store, sammenhængende områder af naturlig bøgeskov. Skovene er beliggende på et kuperet terræn med dybe slugter. Størstedelen af det nuværende skovareal er fra efter 1820, idet der her foregik en massiv fældning. I skovene ligger også Marselisborg Dyrehave.

## Skovområder
Navnet dækker over et område med flere, mere eller mindre sammenhængende småskove, der oprindeligt hørte under godset Marselisborg:
- Havreballe Skov omkring Tivoli Friheden, Atletion Stadion og Jydsk Væddeløbsbane.
- Kirkeskoven bagved Marselisborg Slot, med Forsthaven (Forstbotanisk Have) over til Oddervej og Frederikshøj.
- Hestehaven er navnet på skoven fra Oddervej, ned langs Skambækken, forbi Thors Mølle til Varna Palæet.
- Thorskov er næste stykke, ned langs kysten til den tidligere Silistria Vandmølle, og op til Højbjerg. Marselisborg Dyrehave ligger i Thorskov.
- Skåde Skov strækker sig videre sydpå forbi Hørhaven, Blommehaven, hvor der er campingplads, til Ørnereden.
- Strandskoven, eller Moesgård Skov, hvor herregården Moesgård med Moesgård Museum (MOMU) ligger. Museet er blandt andet hjemsted for Grauballemanden og afdelinger af Institut for Forhistorisk og Middelalderarkæologi samt Etnografi og Socialantropologi ved Aarhus Universitet. Moesgård Skovmølle ligger ved Giber Å, der har sit udløb ved Fiskerhuset ved den sydlige ende af Moesgård Strand.

I dag regner nogle også Fløjstrup Skov, der fortsætter mod syd langs kysten, under Marselisborgskovene.

## Moesgaard Vildskov
Ved budgetforliget 19.august 2019 blev afdelingen for Teknik og Miljø ved Aarhus Kommune bedt om at undersøge mulighederne for at forvalte Marselisborgskovene som vildskov under arbejdstitlen ”Moesgaard Vildskov”. Vildskov vil i denne sammenhæng betyde at skoven skal drives med biodiversitet og friluftsliv som hovedformål og at stoppe al økonomisk skovbrug.

## Galleri
- Ødam i Havreballe Skov.
- Kirkeskoven.
- Thorsmøllevej mellem Hestehaven og Thors Skov. Det rødmalede træværk er karakteristisk for skovene omkring Aarhus.
- Dyrehaven i Thorskov. Her dominerer åben græsningsskov i bakket terræn.
- Toiletbygning ved Dyrehaven, Thorskov.
- Hørhaven. Udsigt over Aarhus Bugten fra de parklignenede arealer.
- Skåde Skov syd for Blommehaven. Kystklinterne er for det meste utilgængelige i Marselisborgskovene.
- Giber Å slynger sig gennem Moesgård Skov.